# Antoni Bru i Gómez
Antoni Bru i Gómez (València, 2 de setembre de 1917 - Elx, 27 d'abril de 1981) fou un advocat i escriptor valencià. Fou un referent de la lluita cultural al sud del País Valencià.

## Biografia
Antoni Bru nasqué a València el 1917. El seu pare era un militar originari d'Elx i la seua mare era sevillana. Feu el batxillerat als instituts Victoria Eugenia de Melilla i al Lluís Vives de València. Després, durant la II República, seguí els estudis de Dret a la Universitat de València i a la de Sevilla.
Ja al batxillerat començà a manifestar les seues inquietuds culturals i polítiques quan s'afilià a la Federació Universitària Escolar (FUE). A la universitat fou membre de la direcció de l'Agrupació Valencianista Escolar els cursos 1934-1936 i un dels impulsors de la Universitat Popular Valenciana. També en aquest període es feu soci de la Associació Protectora de l'Ensenyança Valenciana, impulsada pel poeta i gramàtic Carles Salvador.
Durant la Guerra Civil serví a l'Exèrcit Popular i amb 20 anys prengué part en la batalla de l'Ebre, destinat a la 2a Agrupació d'Artilleria del 5è Cos d'Exèrcit. En acabar el conflicte s'establí a la casa familiar d'Elx, on hi obriria un bufet d'advocats l'any 1944. La seua tasca com a jurista va ser principalment la defensa dels obrers del calçat i dels llauradors en conflicte. El 1951 formà part del grup de 22 advocats que fundaren el Col·legi d'Advocats d'Elx.
El 1960 organitzà a Elx els primers cursets de llengua catalana al sud del País Valencià. Aquests cursets es realitzaven a la seu de la penya madridista de la ciutat. Tanmateix aquells cursos no es pogueren finalitzar. El 1969 tampoc pogué organitzar a Elx un homenatge a Pompeu Fabra en el centenari del seu naixement per la prohibició de les autoritats. Intervingué també en la formació del Club d'Amics de la UNESCO a Elx, des d'on es reprengueren els cursos de català i des d'on desenvolupà una tasca cultural intensa de Països Catalans des del valencianisme fusterià.
Durant la transició espanyola s'involucrà en el procés de normalització lingüística i cultural. S'afilià al Partit Socialista Valencià, i aconseguí que s'hi organitzaren cursos de valencià a la seua seu del carrer Cristòfol Sanz. Tanmateix abandonà prompte aquesta formació per unir-se a Esquerra Unida. Durant aquest període ajudà en la redacció del nou nomenclàtor en valencià dels carrers d'Elx; l'existència avui de carrers amb noms com passeig de les Germanies, avinguda de les Corts Valencianes o avinguda del País Valencià a la capital del Baix Vinalopó es deu a la seua proposta.
Antoni Bru morí el 27 d'abril de 1981, l'endemà d'haver participat en l'Aplec per les Llibertats Nacionals del País Valencià celebrat a la Plaça de Bous de Xàtiva. Fou enterrat al Cementiri Vell d'Elx.

## Homenatges
A principis del segle XXI, l'ajuntament d'Elx posà el seu nom a una plaça del barri del Raval.
Fins al 2011 existí el Premi de Narrativa Antoni Bru que l'Associació Cívica per la Llengua "El Tempir" recuperà el 2015.